# Isoxya yatesi
Isoxya yatesi är en spindelart som beskrevs av Emerit 1973. Isoxya yatesi ingår i släktet Isoxya och familjen hjulspindlar. Inga underarter finns listade i Catalogue of Life.